# CS Hobscheid
CS Hobscheid foi uma equipe luxemburguesa de futebol com sede em Hobscheid. Disputava a primeira divisão de Luxemburgo (Campeonato Luxemburguês de Futebol).
Seus jogos foram mandados no Stade Koericherberg, que possui capacidade para 2.400 espectadores.

## História
O CS Hobscheid foi fundado em 1932.
Em 2007, extinto, ele se fundiu com o FC Olympique Eischen para formar o FC Alliance Äischdall.